# Stenocrates latus
Stenocrates latus är en skalbaggsart som beskrevs av Roger Paul Dechambre 1979. Stenocrates latus ingår i släktet Stenocrates och familjen Dynastidae. Inga underarter finns listade i Catalogue of Life.